# Ateshgah di Baku
L'Ateshgah di Baku (in persiano آتشگاه‎, Ātashgāh, in azero Atəşgah), spesso chiamato Tempio del fuoco di Baku, è un tempio religioso simile a un castello che si trova a Surakhani, un sobborgo di Baku, in Azerbaigian.
Basato su iscrizioni persiane e indiane, il tempio era usato come luogo di culto indù, sikh, e zoroastriano. "Ātash" (آتش) è la parola persiana per fuoco. Il complesso pentagonale, che presenta un cortile circondato da celle per i monaci e al centro un altare-tetrauco, fu costruito tra il XVII e il XVIII secolo. Fu abbandonato alla fine del XIX secolo, probabilmente a causa della diminuzione della popolazione indiana nell'area. La fiamma eterna naturale si è spenta nel 1969, dopo quasi un secolo di sfruttamento del petrolio e del gas della zona, ma è adesso accesa dai gasdotti della vicina città.
L'Ateshgah di Baku era un centro di pellegrinaggio e filosofico degli zoroastriani del subcontinente indiano nordoccidentale che erano coinvolti nel commercio con l'area del Caspio attraverso la famosa "Grand Trunk Road". I quattro elementi sacri della loro fede erano: ateshi (fuoco), badi (aria), abi (acqua) e heki (terra). Il tempio cessò di essere un luogo di culto dopo il 1883 con l'installazione degli impianti petroliferi industriali a Surakhany. Il complesso è stato trasformato in un museo nel 1975. Il numero annuale di visitatori del museo è sui 15.000.
Il Tempio del Fuoco "Ateshgah" è stato nominato per la lista dei siti del patrimonio mondiale, UNESCO nel 1998 dall'architetto Gulnara Mehmandarova. Il 19 dicembre 2007 è stata dichiarata riserva storico-architettonica statale con decreto del Presidente dell'Azerbaigian.

## Toponimo
Il toponimo persiano Atashgah (con pronuncia in russo/azero: Atashgyakh/Ateshgah) significa letteralmente "casa del fuoco". Il termine di origine persiana atesh (آتش) significa "fuoco", ed è una parola in prestito nell'azero; è etimologicamente correlato al अथर्वन् atharvan vedico. Gah (گاہ) deriva dal persiano medio e significa "trono" o "letto" ed è identico al sanscrito gṛha गृह per "casa", che nell'uso popolare diventa gah. Il nome si riferisce al fatto che il sito è posto in cima a un giacimento di gas naturale ormai esaurito, che un tempo determinava la combustione spontanea di incendi naturali quando il gas fuoriusciva da sette bocchette naturali in superficie. Oggi, gli incendi nel complesso sono alimentati dal gas convogliato da Baku e vengono accesi solo a beneficio dei visitatori.
Surakhani, il nome della città in cui si trova l'Ateshgah, probabilmente significa "una regione di buchi" (سراخ / suraakh in persiano significa "buco"), ma potrebbe forse fare riferimento al bagliore del fuoco (سرخ / sorkh/surkh è persiano per "rosso"). Un nome storico alternativo per l'Azerbaigian nel suo complesso è stato Odlar Yurdu, che in azero significa "terra dei fuochi". L'etimologia in sanscrito per Surakhani è "la miniera degli dei" da sura che sta per gli "dei", che sta in opposizione agli asura, i demoni.
Surakhany in lingua tati (la lingua di Surakhany, vicino al persiano) significa "buco con la fontana".

## Storia
Surakhani si trova sulla penisola di Absheron, famosa per essere una località in cui il petrolio fuoriesce naturalmente dal terreno e le fiamme bruciano perennemente (come anche ad Yanar Dag) alimentate dai vapori di idrocarburi naturali che fuoriescono dalla roccia.
Nel VII secolo la geografia armena (chiamataAshkharatsuyts), attribuita ad Anania di Shirak, una località chiamata Yotnporakyan Bagink ("Luogo con sette buchi adorati") è menzionata nella provincia di Paytakaran, che si pensa sia l'Ateshgah. Lo storico armeno dell'VIII secolo Ghevond, descrivendo un'invasione khazara dell'Albania caucasica nel 730 d.C., menzionò l'area "Atshi-Baguan". Sarah Ashurbeyli nota che l'Atsh è la parola distorta di Atesh (“fuoco”) e Atshi-Baguan significa “Fuochi di Baguan”, riferendosi a Baku. La parola Baguan deriva dalla parola Baga, che significa "Dio" in persiano antico, e Bhaga, भग, significa anche "Dio" in sanscrito.
"Sette buchi con fuochi eterni" furono menzionati dal viaggiatore tedesco Engelbert Kaempfer, che visitò Surakhani nel 1683.
Estakhri (X secolo) affermò che non lontano da Baku (ovvero sulla penisola di Absheron) vivevano adoratori del fuoco. Ciò è stato confermato da Movses Daskhurantsi nel suo riferimento alla provincia di Bhagavan ("Fields of the Gods" cioè, "Fuoco degli Dei").
Nel XVIII secolo, l'Ateshgah fu visitato dagli zoroastriani. L'iscrizione Naskh in grafia persiana sopra l'apertura dell'ingresso di una delle celle, che parla della visita degli zoroastriani da Isfahan:
Iscrizione persiana:
آتشی صف کشیده همچون دک
جیی بِوانی رسیده تا بادک
سال نو نُزل مبارک باد گفت
خانۀ شد رو سنامد (؟) سنة ۱۱۵٨
Traslitterazione dell'iscrizione persiana:
ātaši saf kešide hamčon dak
jey bovāni risiedono tā bādak
sāl-e nav-e nozl mobārak bād goft
xāne šod ru * sombole sane-ye hazār-o-sad-o-panjāh-o-haštom
Traduzione:
I fuochi sono in fila
Esfahani Bovani venne a Badak [Baku]
"Benedetto il sontuoso anno nuovo", disse :
La casa è stata costruita nel mese [...] nell'anno 1158.
L'anno 1158 corrisponde al 1745 d.C. Bovan (la moderna Bovanat) è il villaggio vicino a Esfahan. La parola Badak è un diminutivo di Bad-Kubeh. (Il nome di Baku nelle fonti del XVII e XVIII secolo era Bad-e Kube). Alla fine del riferimento c'è la costellazione di Sombole/Vergine (agosto-settembre). Nel nome del mese il maestro spostò erroneamente la “l” e la “h” alla fine della parola. Secondo il calendario zoroastriano, il capodanno di Qadimi nel 1745 d.C. era ad agosto.
Informazioni interessanti sullo zoroastrismo a Baku sono fornite da D. Shapiro in A Karaite from Wolhynia meets a Zoroastrian from Baku. Abraam Firkovič, un collezionista caraita di antichi manoscritti, scrisse del suo incontro a Darband nel 1840 con un adoratore del fuoco di Baku. Firkowič gli chiese "Perché adori il fuoco?" L'adoratore del fuoco rispose che non adorava il fuoco, ma il Creatore simboleggiato dal fuoco, una "materia" o astrazione (e quindi non una persona) chiamata Q'rţ ', in Pahlavi Q'rţ ' (dalla lingua avestica kirdar o sanscrito kṛt e कर्ता) significa "colui che fa" o "creatore".
Secondo il famoso Parsi Dastur JJModi, che ha studiato il santuario: "Mi sono convinto che questo posto non ha nulla a che fare con i Parsi. Non è un Atash Kadeh dei Parsi ma un tempio indù".

### Struttura

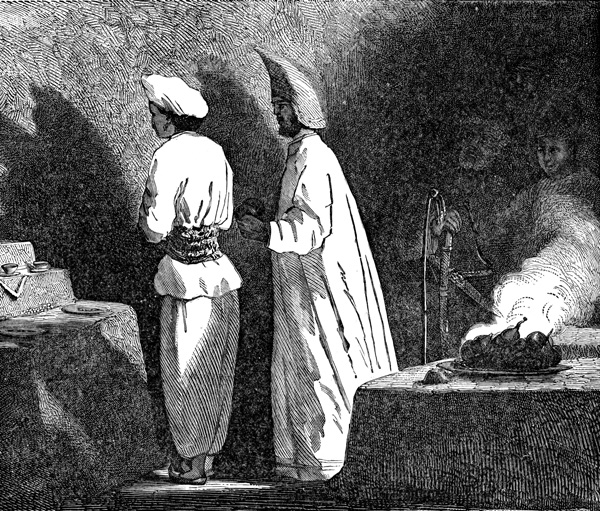
Cerimonia di Guebre nel tempio di Ateshgah

Alcuni studiosi hanno ipotizzato che l'Ateshgah potrebbe essere stato un antico santuario zoroastriano che fu decimato dall'invasione degli eserciti islamici durante la conquista musulmana della Persia e delle regioni limitrofe. È stato anche affermato che, "secondo fonti storiche, prima della costruzione del Tempio indiano del fuoco (Atashgah) a Surakhani alla fine del XVII secolo, la popolazione locale adorava anche in questo sito a causa dei 'sette fori con fiamma ardente".
Il fuoco è considerato sacro nell'induismo e nello zoroastrismo (rispettivamente come Agni e Atar), e si è discusso se l'Ateshgah fosse originariamente una struttura indù o zoroastriana. Il tridente montato in cima alla struttura è solitamente un simbolo sacro distintamente indù (come il Trishula, che è comunemente montato sui templi) ed è stato citato dagli studiosi zoroastriani come motivo specifico per considerare l'Atashgah come un sito indù. Tuttavia, una presentazione azera sulla storia di Baku, che chiama il santuario un "tempio indù", identifica il tridente come un simbolo zoroastriano di "buoni pensieri, buone parole e buone azioni". anche se il simbolo del tridente non è associato allo zoroastrismo
Uno dei primi commentatori europei, Jonas Hanway, ha messo insieme zoroastriani, sikh e indù rispetto alle loro credenze religiose: "Queste opinioni, con alcune modifiche, sono ancora mantenute da alcuni dei posteri degli antichi indiani e persiani, che sono chiamati Geber o Gaur, e sono molto zelanti nel preservare la religione dei loro antenati, in particolare per quanto riguarda la loro venerazione per l'elemento fuoco". Geber è un termine persiano per gli zoroastriani, mentre i Gaur sono una casta sacerdotale indù. Uno studioso successivo, AV Williams Jackson, fece una distinzione tra i due gruppi. Pur affermando che "le caratteristiche tipiche che Hanway menziona sono distintamente indiane, non zoroastriane" sulla base degli abiti e dei tilaka dei fedeli, delle loro diete rigorosamente vegetariane e dell'aperta venerazione per le mucche, ha lasciato aperta la possibilità che alcuni "Gabr effettivi (cioè Gli zoroastriani, o parsi) "potrebbero anche essere stati presenti al santuario insieme a gruppi indù e sikh più grandi.

### Residenti locali indiani e pellegrini

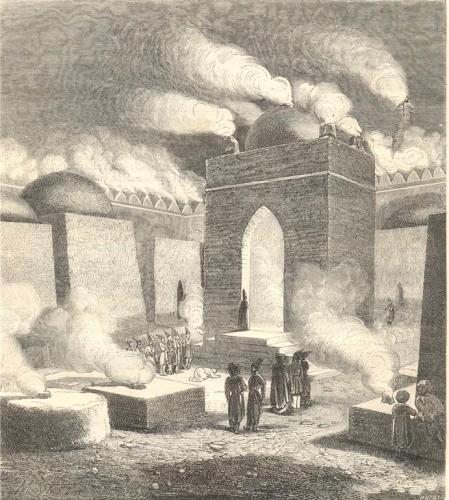
Incisione del tempio

Nel tardo Medioevo, vi erano comunità indiane significative in tutta l'Asia centrale. A Baku, i mercanti indiani della regione di Multan del Punjab controllavano gran parte dell'economia del commercio, insieme agli armeni. Gran parte della lavorazione del legno per le navi sul Caspio era eseguita anche da artigiani indiani. Alcuni commentatori hanno teorizzato che la comunità indiana di Baku possa essere stata responsabile della costruzione o del rinnovamento dell'Ateshgah.
Quando gli accademici e gli esploratori europei iniziarono ad arrivare in Asia centrale e nel subcontinente indiano, documentarono incontri con dozzine di indù al santuario e pellegrini sikh in viaggio nelle regioni tra il nord dell'India e Baku.
Reise durch Russland (1771) di Samuel Gottlieb Gmelin è citato in Reise in den Caucasus (Stoccarda, 1834) di Karl Eduard von Eichwald, dove si dice che il naturalista Gmelin abbia osservato le austerità degli Yogi eseguite dai devoti. Il geologo Eichwald si limita a menzionare l'adorazione di Rama, Krishna, Hanuman e Agni. Nel racconto del 1784 di George Forster del servizio civile del Bengala, la struttura quadrata era larga circa 30 metri, circondata da un muretto e contenente molti appartamenti. Ognuno di questi aveva un piccolo getto di fuoco sulfureo che usciva da un imbuto "costruito a forma di altare indù". Il fuoco era usato per il culto, la cucina e il calore e veniva regolarmente spento.
"Il Tempio Ateshgyakh non sembra diverso da un normale caravanserraglio cittadino - una specie di locanda con un ampio cortile centrale, dove le carovane si fermavano per la notte. A differenza dei caravanserragli, tuttavia, il tempio ha al centro l'altare con minuscole celle per i servi del tempio - asceti indiani che si dedicavano al culto del fuoco e per i pellegrini all'interno delle mura".

### Residenti e pellegrini locali zoroastriani

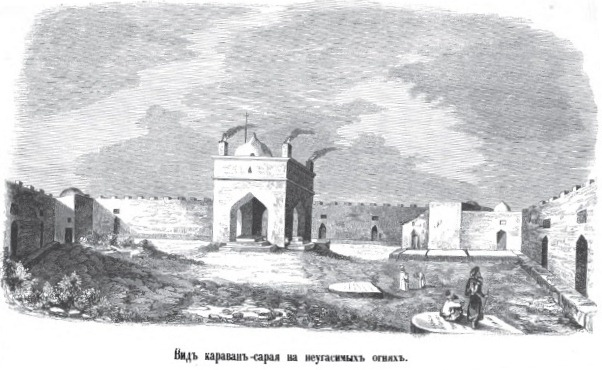
Disegno del tempio dal libro "Viaggio in Daghestan e Caucaso"

Ci sono alcuni dati che oltre agli indù nel tempio erano presenti zoroastriani (parsi e guebri) e sikh. Chardin nel XVII secolo riferì del persiano guebre, che adorava il fuoco che bruciava per sempre che si trovava a due giorni di viaggio da Shemakha (sull'Apsheron).
Engelbert Kaempfer, che visitò Surakhany nel 1683, scrisse che tra le persone che adoravano il fuoco, due uomini sono discendenti di persiani emigrati in India.
Il gesuita francese Villotte, che visse in Azerbaigian dal 1689, riferisce che Ateshgah era venerato da indù, sikh e zoroastriani, i discendenti degli antichi persiani.
Il viaggiatore tedesco Lerch che visitò il tempio nel 1733, scrisse che qui ci sono 12 guebri o antichi adoratori persiani del fuoco.
J. Hanway visitò Baku nel 1747 e lasciò poche tracce dell'Ateshgah. Le persone che adoravano il fuoco ad Ateshgah li chiama "indiani", "persiani" e "guebri".
S. Gmelin, che visitò Ateshgah nel 1770, scrisse che nell'attuale Ateshgah vivevano indiani e discendenti degli antichi guebri.
Nel 1820 il console francese Gamba visita il tempio. Secondo Gamba qui vivevano indù, sikh e zoroastriani, i seguaci di Zoroastro.
L'inglese Ussher visitò Ateshgah il 19 settembre 1863 Lo chiama "Atash Jah" e disse che ci sono pellegrini provenienti dall'India e dalla Persia. Il barone tedesco Max Thielmann visitò il tempio nell'ottobre 1872 e nelle sue memorie scrisse che "la comunità Parsi di Bombay ha mandato lì un prete che dopo pochi anni verrà sostituito. La sua presenza è necessaria, perché qui arrivano i pellegrini dalla periferia della Persia (Yazd, Kerman) e dall'India e rimangono in questo luogo sacro per diversi mesi o anni".
Nel 1876 il viaggiatore inglese James Bruce visitò l'Ateshgah notando Punchayat di Bombay fornisce una presenza permanente nel tempio del loro sacerdote. Pierre Ponafidine ha visitato il tempio nello stesso momento e ha menzionato due sacerdoti di Bombay. E. Orsolle, che ha visitato il tempio dopo Bruce, ha detto che dopo la morte del sacerdote Parsi nel 1864, il Parsi Punchayat di Bombay alcuni anni dopo aveva inviato lì un altro sacerdote, ma i pellegrini che venivano dall'India e dall'Iran avevano già dimenticato il santuario, e nel 1880 non c'era nessuno. O'Donovan ha visitato il tempio nel 1879 e si riferisce al culto religioso dei guebri.
Nel 1898 nella rivista «Uomini e donne dell'India» fu pubblicato un articolo intitolato "L'antico tempio zoroastriano a Baku. L'autore chiama Ateshgah "tempio Parsi" e nota che l'ultimo sacerdote zoroastriano fu mandato lì circa 30 anni fa (cioè negli anni '60 dell'Ottocento). J. Henry nel 1905, nel suo libro notò anche che 25 anni fa (cioè circa nel 1880) a Surakhani morì l'ultimo sacerdote parsi.
Il Parsi Dastur JJ Modi che ha visitato il sito nel 1925 ha sottolineato che non era un tempio zoroastriano a causa del suo design e di altre considerazioni. Credeva fosse un tempio indù.

### Iscrizioni e probabile epoca di costruzione

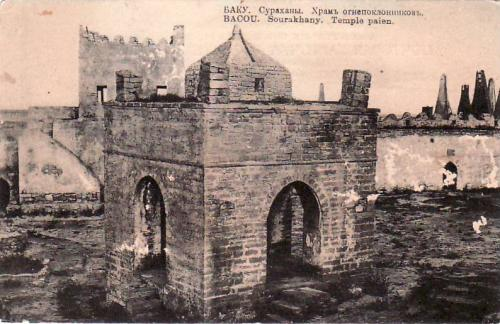
Ateshgah, inizio del XX secolo

Ci sono diverse iscrizioni sull'Ateshgah. Sono tutti in sanscrito o punjabi, con l'eccezione di un'iscrizione persiana che si trova sotto un'invocazione sanscrita di accompagnamento al Signore Ganesha e Jwala Ji. Anche se l'iscrizione persiana contiene errori grammaticali, entrambe le iscrizioni contengono la stessa data dell'anno del 1745 dell'era volgare (Samvat / संवत 1802/1802 e calendario islamico 1158/1158). Prese come un insieme, le date sulle iscrizioni vanno da Samvat 1725 a Samvat 1873, che corrisponde al periodo dal 1668 d.C. al 1816 d.C. Questo, insieme alla valutazione che la struttura sembra relativamente nuova, ha portato alcuni studiosi a postulare il XVII secolo come probabile periodo di costruzione. Un rapporto di stampa afferma che esistono documenti locali che affermano che la struttura è stata costruita dalla comunità di commercianti indù di Baku intorno al periodo della caduta della dinastia Shirvanshah e dell'annessione dell'Impero russo a seguito della guerra russo-persiana (1722-1723).
Le iscrizioni nel tempio in sanscrito (in caratteri Nagari devanagari) e punjabi (in caratteri gurmukhi) identificano il sito come luogo di culto indù e sikh, e affermano che fu costruito e consacrato per Jwala Ji, la moderna divinità indù del fuoco. Jwala (जवाला / ज्वाला) significa fiamma in sanscrito (cfr indo-europee affini: proto-indo-europea guelh, in inglese: bagliore, in lituano: zvilti) e Ji è un titolo onorifico usato nel subcontinente indiano. C'è un famoso santuario di Jwala Ji sull'Himalaya, nell'insediamento di Jawalamukhi, nel distretto di Kangra dell'Himachal Pradesh, in India a cui l'Atashgah ha una forte somiglianza e su cui alcuni studiosi (come AV Williams Jackson) hanno suggerito la struttura attuale potrebbe essere stata imitata. Tuttavia, altri studiosi hanno affermato che alcuni devoti di Jwala Ji si riferivano al santuario di Kangra come al "Jwala Ji più piccolo" e al santuario di Baku come al "Jwala Ji maggiore". Altre divinità menzionate nelle iscrizioni includono Ganesha e Shiva. Le iscrizioni in lingua punjabi sono citazioni dal Guru Granth Sahib, mentre alcune di quelle sanscrite sono tratte dal testo Sat Sri Ganesaya namah.

### Esame dei sacerdoti zoroastriani

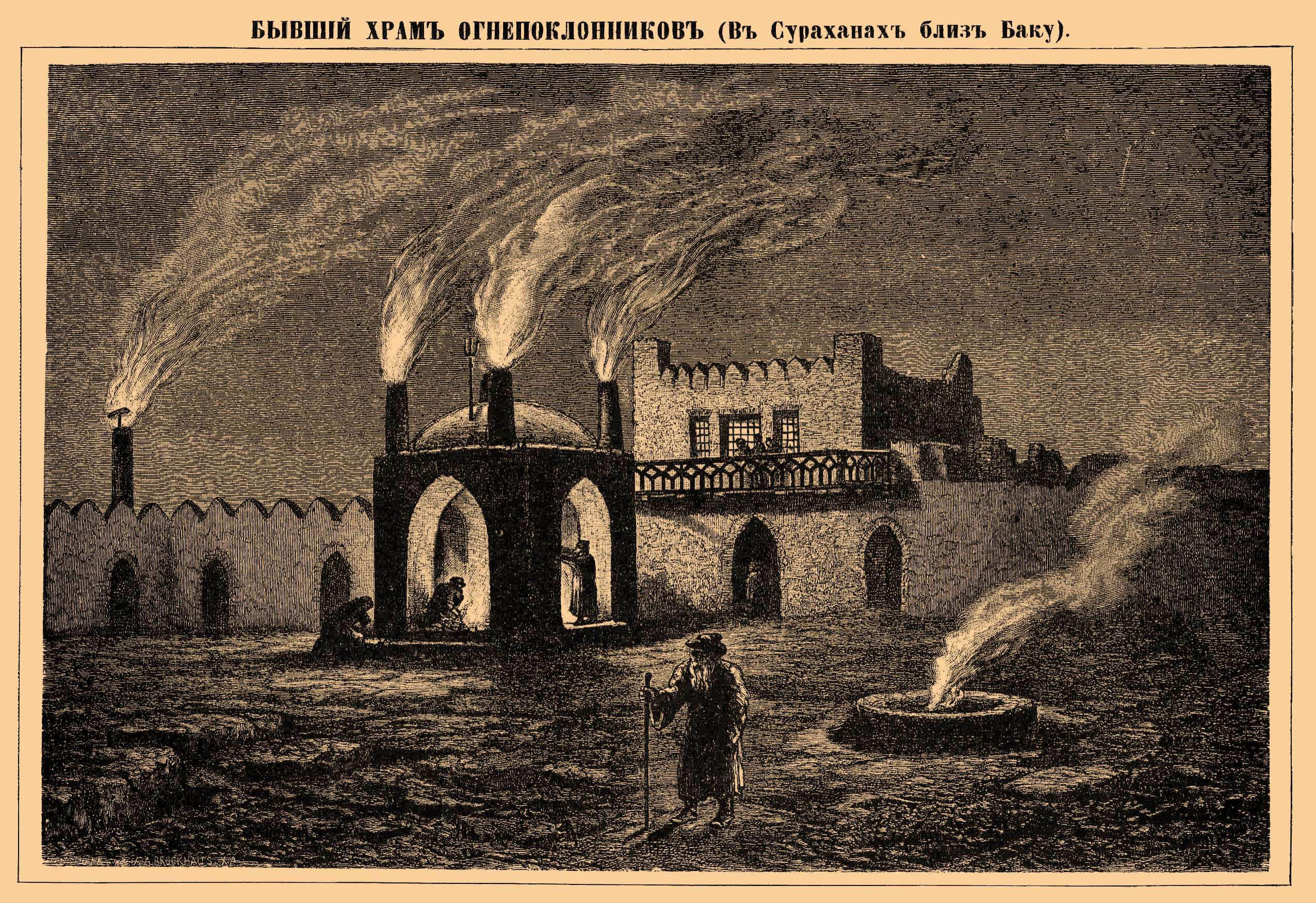
Illustrazione da Brockhaus e Dizionario enciclopedico Efron (1890-1907)

Nel 1876, James Bryce visitò la regione e scoprì che "il prodotto minerale più notevole è la nafta, che esplode in molti luoghi, ma più abbondantemente vicino a Baku, sulla costa del Caspio, in forti sorgenti, alcune delle quali si dice che sia sempre in fiamme." Senza fare riferimento al nome di Atashgah, sono menzionati gli Zoroastriani che "dopo che sono stati estirpati dalla Persia dai maomettani, che li odiavano amaramente, alcuni pochi di tanto in tanto si intrufolavano qui in pellegrinaggio" e che "sotto l'influenza più tollerante dello zar, un sacerdote solitario del fuoco è mantenuto dalla comunità dei parsi di Bombay, che abitano in un piccolo tempio costruito su una delle sorgenti"
Il tempio fu esaminato alla fine del XIX e all'inizio del XX secolo dai dastur parsiani, alcuni dei quali avevano anche visitato il Jwala Ji a Kangra in Himalaya. Sulla base delle iscrizioni e della struttura, la loro valutazione era che il tempio fosse un santuario indù e sikh. Nel 1925, un sacerdote e accademico zoroastriano Jivanji Jamshedji Modi si recò a Baku per determinare se il tempio fosse davvero stato un tempo un luogo di culto zoroastriano. Fino ad allora (e ancora oggi), il sito era visitato da pellegrini zoroastriani provenienti dall'India. Nei suoi viaggi fuori Bombay, Modi ha osservato che "non solo io, ma qualsiasi parsiano che abbia un po' di familiarità con la religione dei nostri fratelli indù o sikh, i loro templi e le loro usanze, dopo aver esaminato questo edificio con le sue iscrizioni, l'architettura, ecc., avrebbe concluso che questo non è un Atash Kadeh [zoroastriano] ma un tempio indù i cui bramini (sacerdoti) adoravano il fuoco (sanscrito: Agni)".
Oltre alle prove fisiche che indicano che il complesso era un luogo di culto indù, le caratteristiche strutturali esistenti non sono coerenti con quelle di nessun altro luogo di culto zoroastriano o sikh (ad esempio, celle per asceti, camino aperto su tutti i lati, fossa dell'ossario e nessuna fonte d'acqua. Non si può escludere che il sito possa essere stato un tempo un luogo di culto zoroastriano. In quanto tempio indù, si ritiene che appartenga a uno dei quattro principali templi di Jwala Ji del fuoco.
J. Unvala visitò il tempio nel 1935 e notò che la sua struttura è in puro stile sasanide.

### Esaurimento del gas naturale

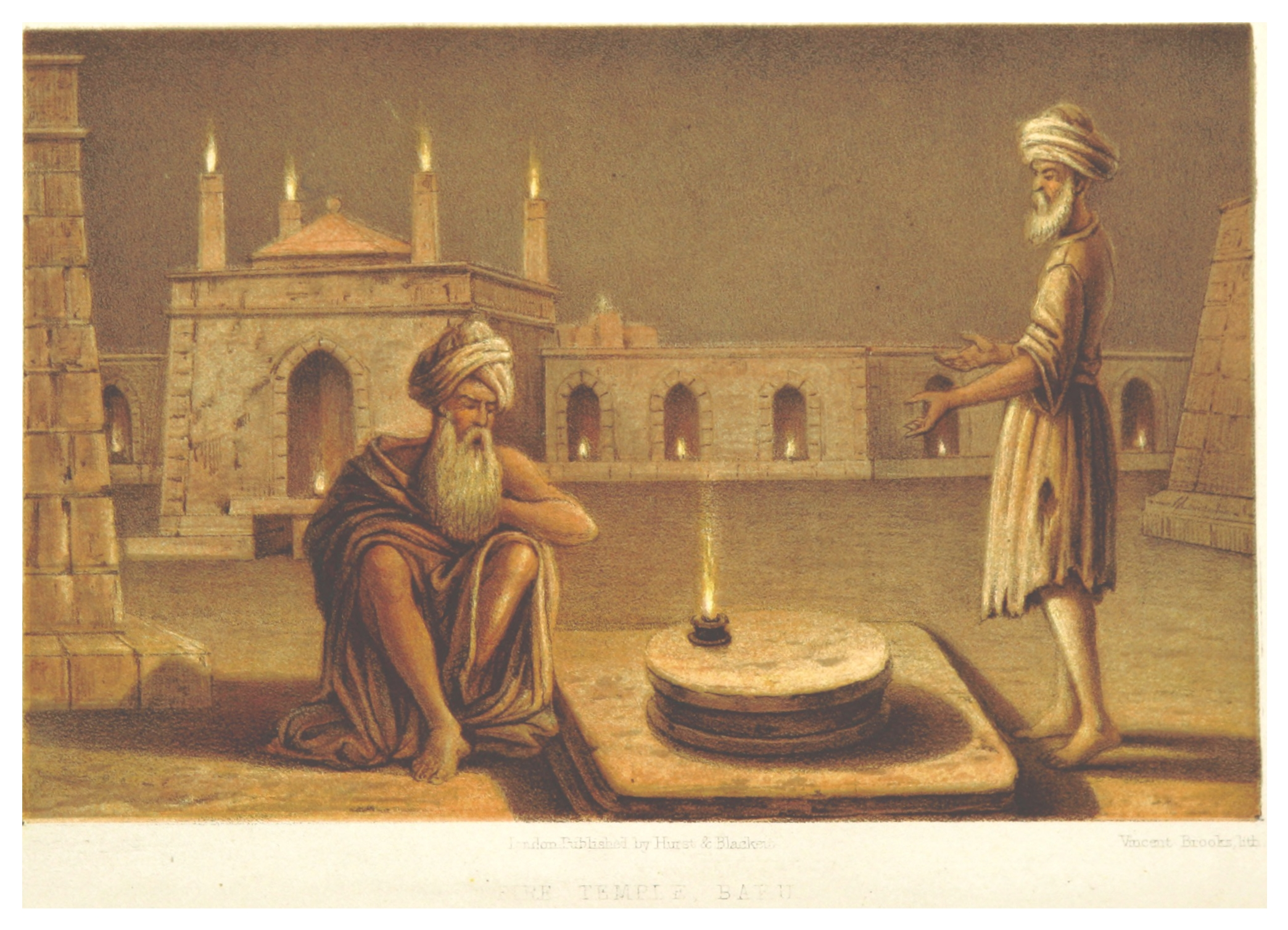
Il tempio del fuoco di Baku, c. 1860

L'incendio era una volta alimentato da uno sfiato di un giacimento sotterraneo di gas naturale situato direttamente sotto il complesso, ma il pesante sfruttamento delle riserve di gas naturale nell'area durante il dominio sovietico ha provocato lo spegnimento della fiamma nel 1969. Oggi, il fuoco del museo è alimentato dal gas di rete convogliato dalla città di Baku.

### Presunta visita dello zar Alessandro III

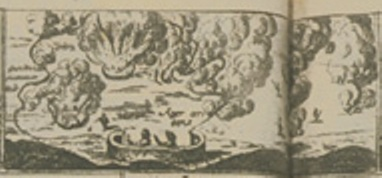
Sette fuochi sacri e venerato recinto del tempio a Surakhany

Ci furono affermazioni locali fatte a un dastur zoroastriano in visita nel 1925 che lo zar russo Alessandro III fosse a Baku nel 1888 e assistette a rituali di preghiera indù del fuoco in questo luogo. Tuttavia, quest'ultima affermazione non era stata verificata.

## Riconoscimento pubblico

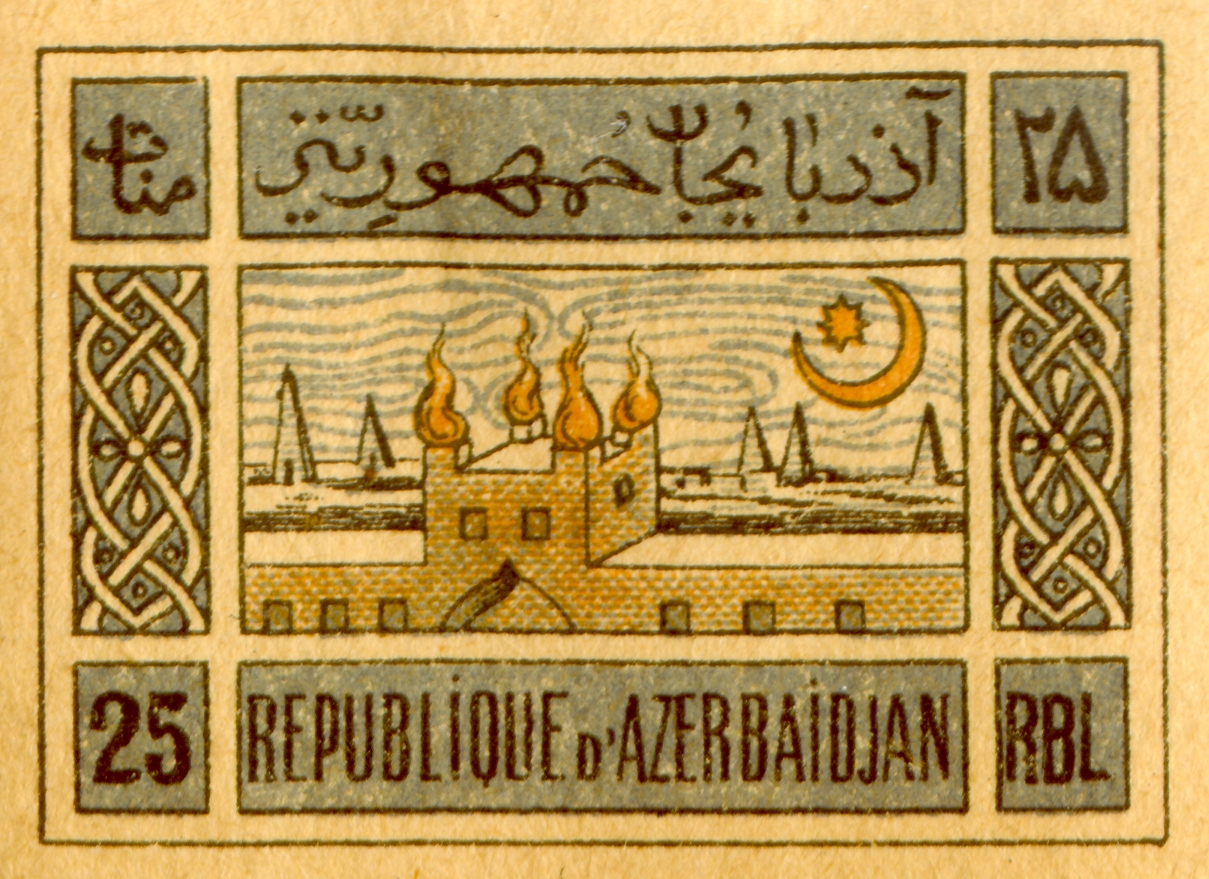
Il tempio del fuoco di Baku su un francobollo dell'Azerbaigian emesso nel 1919

Un'illustrazione del Tempio del fuoco di Baku è stata inclusa in due denominazioni della prima emissione di francobolli dell'Azerbaigian, pubblicata nel 1919. Sullo sfondo appaiono cinque torri petrolifere.
Con un'ordinanza presidenziale emessa nel dicembre 2007, il complesso del santuario, che fino a quel momento era stato ufficialmente associato alla "Riserva museale storica e architettonica statale del complesso del palazzo di Shirvanshah" (Государственного историко-архитектурного музешарикиваникидикивароваривакиваровакидикиварихарованикиваров, una riserva distinta del governo azero ("Riserva architettonica storica statale del tempio di Ateshgah, Государственным историко-архитектурным заповедником «Храм Атешгях»).
Nel luglio 2009, il presidente azero, Ilham Aliyev, ha annunciato una sovvenzione di 1 milione di AZN per il mantenimento del santuario.
Nell'aprile 2018, l'ex ministro indiano degli Affari esteri, Sushma Swaraj, ha visitato e reso omaggio al santuario.

## Galleria d'immagini

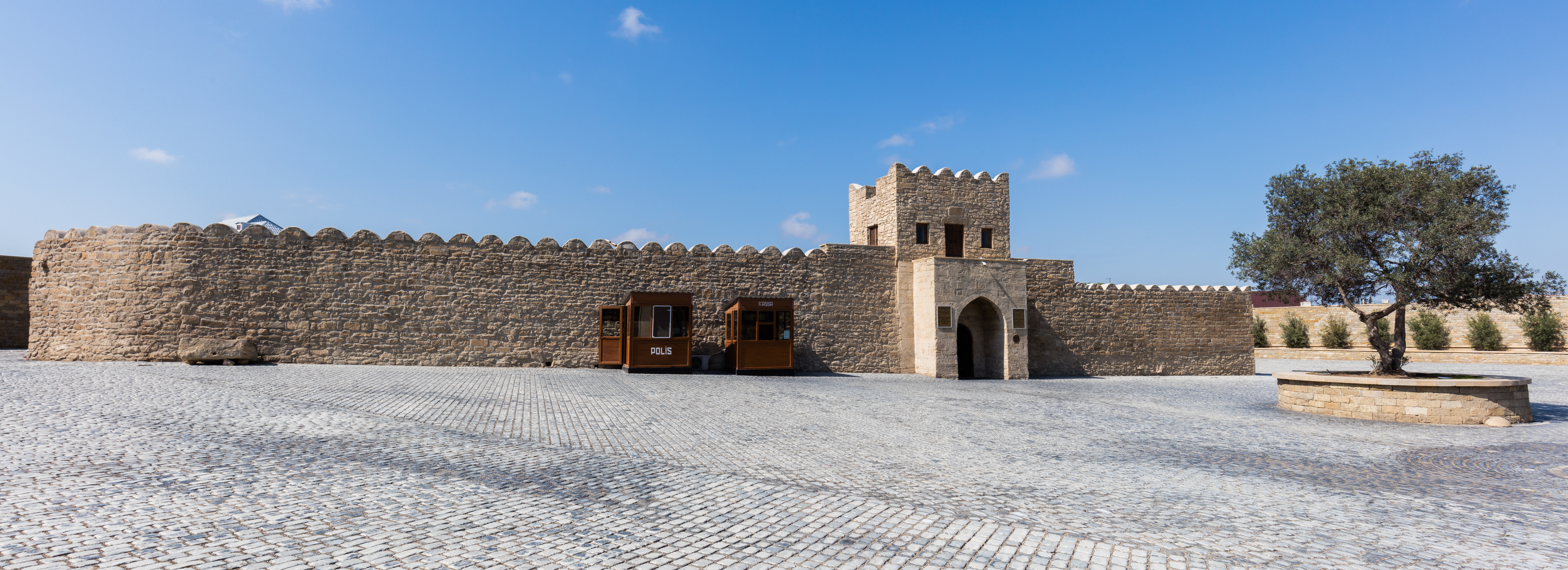
Muro esterno.
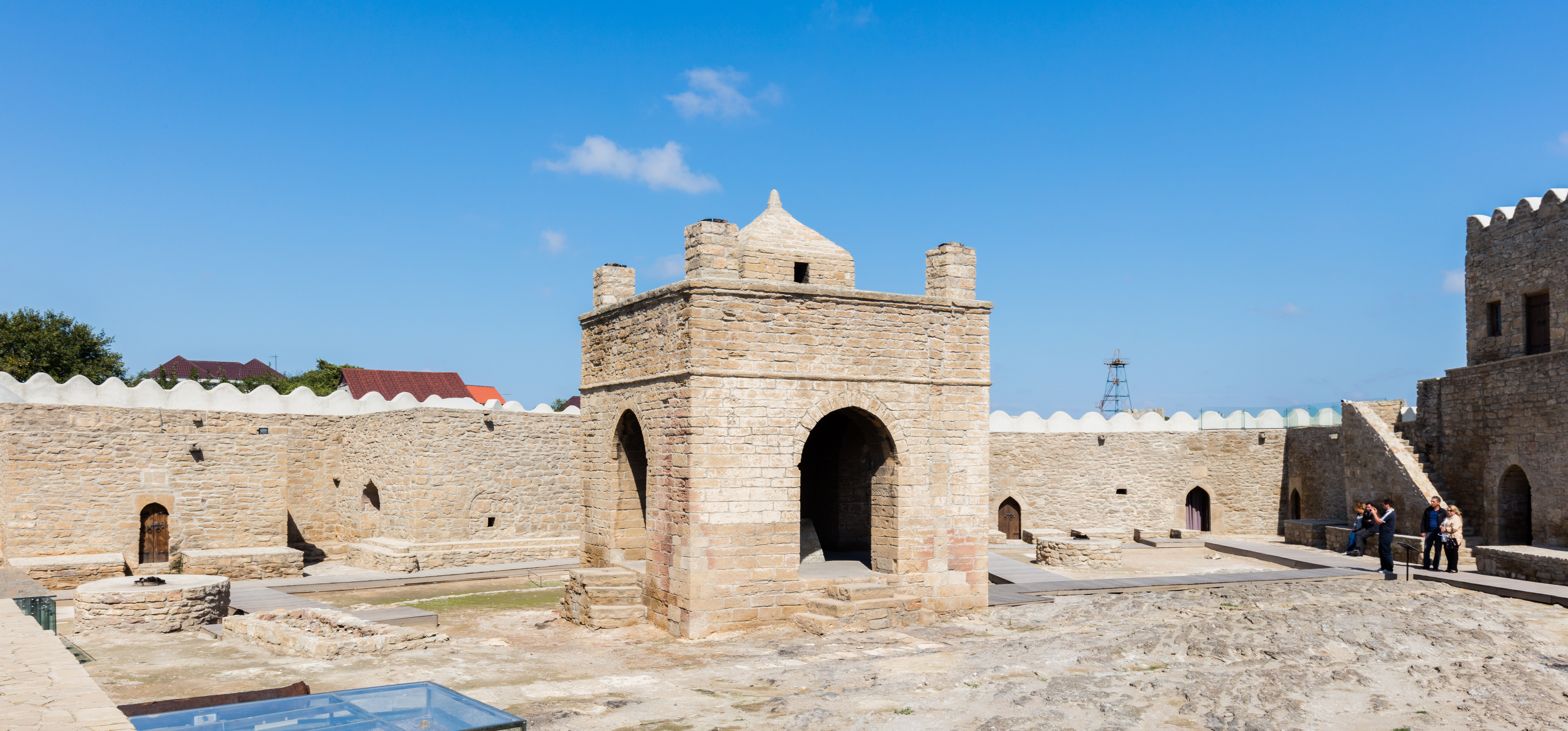
Vista generale.
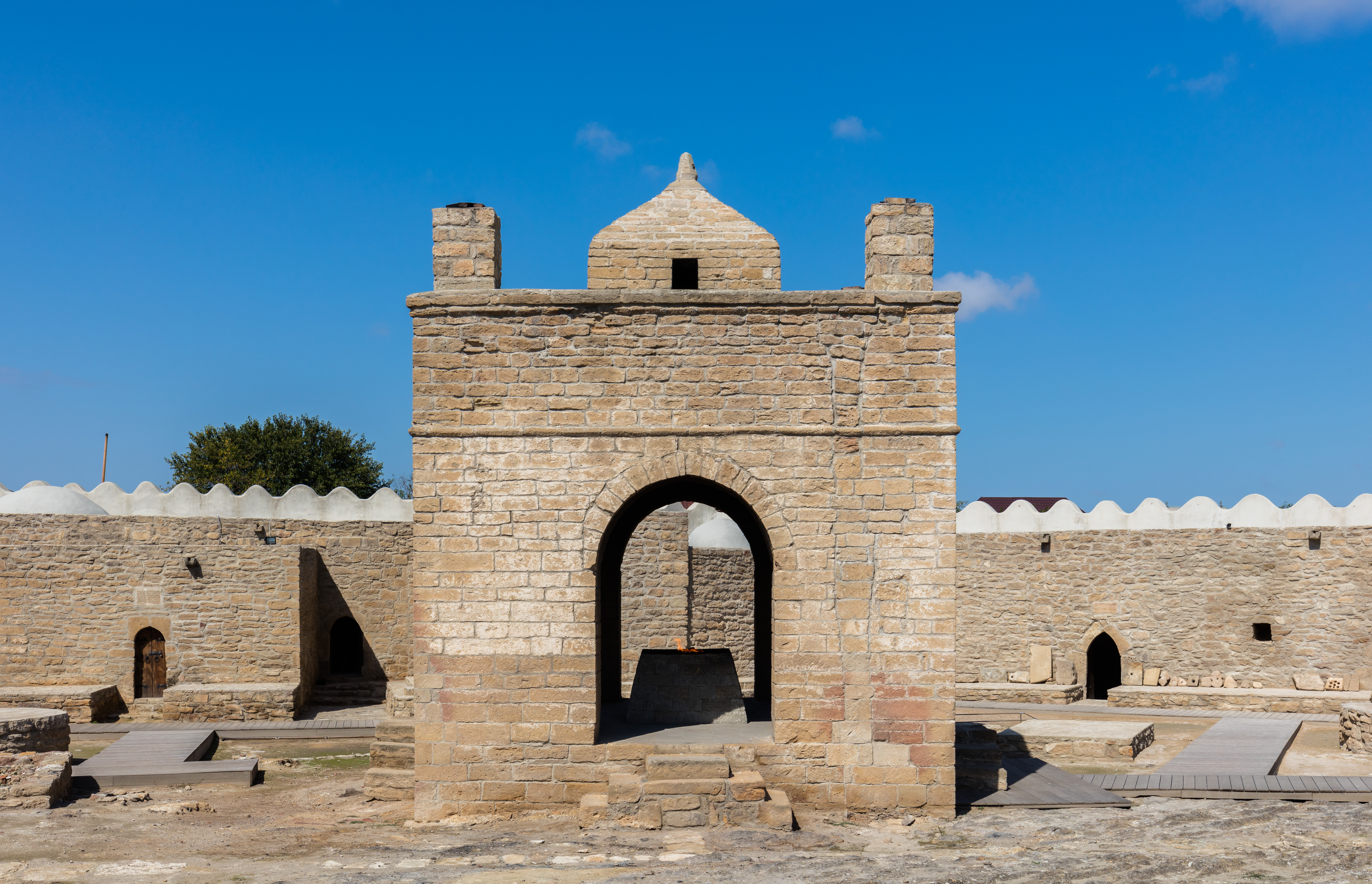
Tempio centrale.
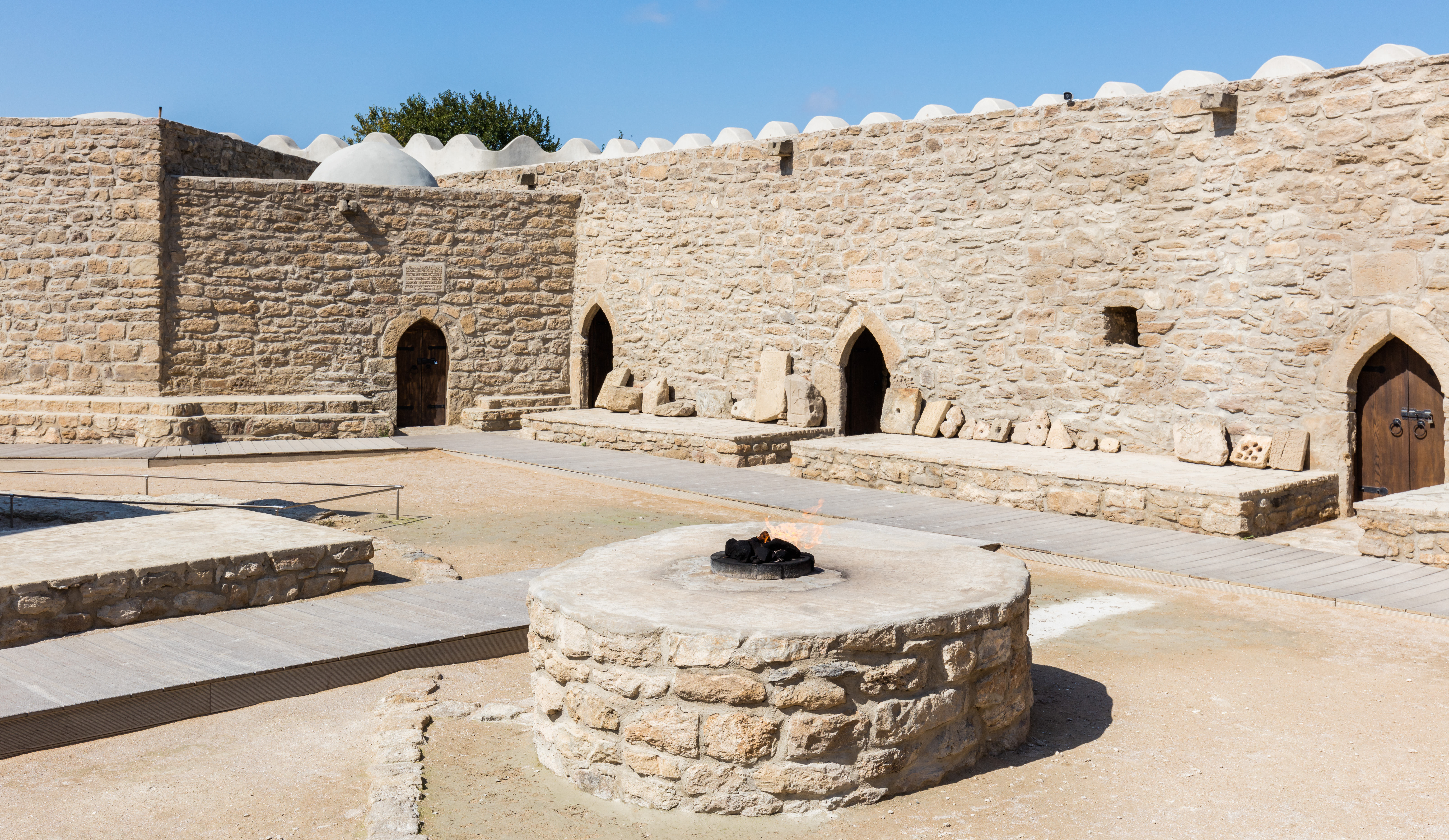
Fiamma.
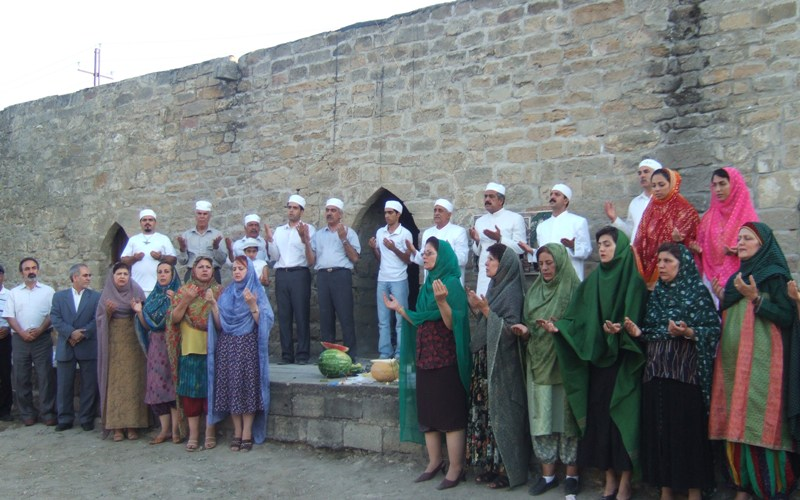
Zoroastriani iraniani in preghiera ad Ateshgah di Baku.